# Ньюман, Кэмпбелл
Кэ́мпбелл Ке́вин То́мас Нью́ман (англ. Campbell Kevin Thomas Newman; род. 12 августа 1963, Канберра, Австралия) — 38-й премьер австралийского штата Квинсленд с 2012 года, 15-й лорд-мэр Брисбена с 2004 по 2011 год. Лидер Либеральной национальной партии Квинсленда.

## Биография
Кзмпбелл Ньюман родился в семье политиков, которые представляли Тасманию в федеральном парламенте и оба были министрами в либерально-национальной коалиции. Его отец, Кевин, представлял правительство округа Басс, названного в честь Джорджа Басса, в 1975—1984 годах, и был министром в кабинете премьера Малколма Фрэйзера. Его мать, Джоселин, была сенатором от Тасмании в 1986—2002 годах, а также министром в правительстве Говарда.
Кэмпбелл Ньюман поступил в Королевский военный колледж армии Австралии в 1981 году и окончил его в 1985 году в звании лейтенанта. После 13 лет службы Ньюман вышел в отставку в звании майора в 1993 году. Из-за своей внешности и приключений во время службы он получил прозвище Noddy (рус. «простак»).
Кэмпбелл Ньюман имеет диплом с отличием Университета Нового Южного Уэльса по специальности инженер-строитель.
Прежде чем принять решение участвовать в выборах лорда-мэра Брисбена, Ньюман работал в одной из ведущих консалтинговых компании в агробизнесе Grainco.
С 27 марта 2004 года по 3 апреля 2011 года Ньюман был лорд-мэром Брисбена.
26 марта 2012 года Ньюман был приведён к присяге в качестве 38-го премьера Квинсленда.

### Личная жизнь
Ньюман живёт с женой Лизой в Брисбене, у Лизы отец ливанец, а мать ирландка. У них двое дочерей — Ребекка и Сара.

## Интересные факты
- В 2010 году Кэмпбелл Ньюман занял пятое место среди 25-ти лучших мэров мира[6][7].